# Svetlana Paniútina
Svetlana Paniútina –en ruso, Светлана Паню́тина– (8 de diciembre de 1967) es una deportista rusa que compitió en biatlón. Ganó una medalla de bronce en el Campeonato Mundial de Biatlón de 1993, en la prueba de relevos 4 × 7,5 km.

## Palmarés internacional
| Campeonato Mundial | Campeonato Mundial  | Campeonato Mundial | Campeonato Mundial |
| Año                | Lugar               | Medalla            | Prueba             |
| ------------------ | ------------------- | ------------------ | ------------------ |
| 1993               | Borovets (Bulgaria) | Medalla de bronce  | Relevos            |